# The Mindy Project
The Mindy Project ist eine US-amerikanische Comedyserie des Senders Fox. In der Hauptrolle ist Mindy Kaling zu sehen, die gleichzeitig die Idee zur Serie einbrachte. Die erste Folge der Serie wurde in den USA am 24. September 2012 auf Fox ausgestrahlt. Die deutsche Erstausstrahlung fand am 16. Februar 2014 auf Comedy Central Deutschland statt.
Die Veröffentlichung der sechsten und letzten Staffel begann am 12. September 2017 auf dem Streaming-Portal Hulu. Das Serienfinale wurde am 14. November 2017 veröffentlicht.

## Handlung
Im Mittelpunkt der Serie steht die Gynäkologin und Geburtshelferin Mindy Lahiri. Sie versucht, den beruflichen Alltag und ihr Privatleben zu kombinieren und den richtigen Mann zu finden. Ihre Praxis teilt sie sich mit den drei Ärzten Danny Castellano, Jeremy Reed und Peter Prentice.

## Produktion
Ursprünglich wurde die Serie für den Sender NBC in Auftrag gegeben. Der Arbeitstitel sollte „It’s Messy“ lauten. Später sendete Universal Television das Skript des Piloten zu Fox, welches am 7. Mai 2012 diesen in Auftrag gab. Bereits im Oktober 2012 gab Fox die sogenannte Back-nine-order bekannt, wodurch die erste Staffel von zunächst 13 auf 22 Folgen erweitert wurde. Rund zwei Wochen später wurde die Serie um zwei weitere Drehbücher aufgestockt. Folglich kommt die erste Staffel auf 24 Episoden. Auf Wunsch der Produzenten und einiger Schauspieler wurden im November 2012 Castveränderungen vorgenommen. Die Rolle der Gwen Grandy (gespielt von Anna Camp) wurde von einer Hauptrolle zur wiederkehrenden Gastrolle gemacht. Amanda Setton, die Shauna Dicanio verkörperte, verließ die Serie jedoch. Auch Stephen Tobolowsky schied aus der Serie aus, während Mary Grill zur Nebendarstellerin befördert wurde und Beth Grant eine Hauptrolle erhielt.
Eine zweite Staffel der Serie wurde im März 2013 bestellt. In dieser Staffel wird Xosha Roquemores Rolle, die in den letzten drei Folgen zu sehen war, von der Nebendarstellerin zur Hauptdarstellerin umgebaut. Kurz nach Beginn der zweiten Staffel wurde Adam Pally, welcher in einer Gastrolle zu sehen war, ebenfalls zum Hauptdarsteller befördert. Im März 2014 erhielt die Serie eine frühzeitige Verlängerung um eine dritte Staffel, welche jedoch vorerst nur aus 15 Folgen bestehen sollte. Im November 2014 bestellte Fox jedoch sechs weitere Episoden, sodass die dritte Staffel auf insgesamt 21 Episoden kommt. Im selben Monat wurde der Ausstieg Adam Pallys aus der Serie nach der 13. Episode bekannt.
Im Mai 2015 gab Fox die Einstellung der Serie bekannt, woraufhin das Produktionsstudio begann mit dem Video-on-Demand-Anbieter Hulu über eine Fortsetzung zu verhandeln. Es kam zu einer Einigung und der Bestellung einer 26-teiligen vierten Staffel. Im Mai 2016 verlängerte Hulu die Serie um eine fünfte Staffel.
Am 29. März 2017 gab Hulu die Produktion einer sechsten Staffel bekannt. Mit dieser Staffel wird die Serie beendet.

## Besetzung

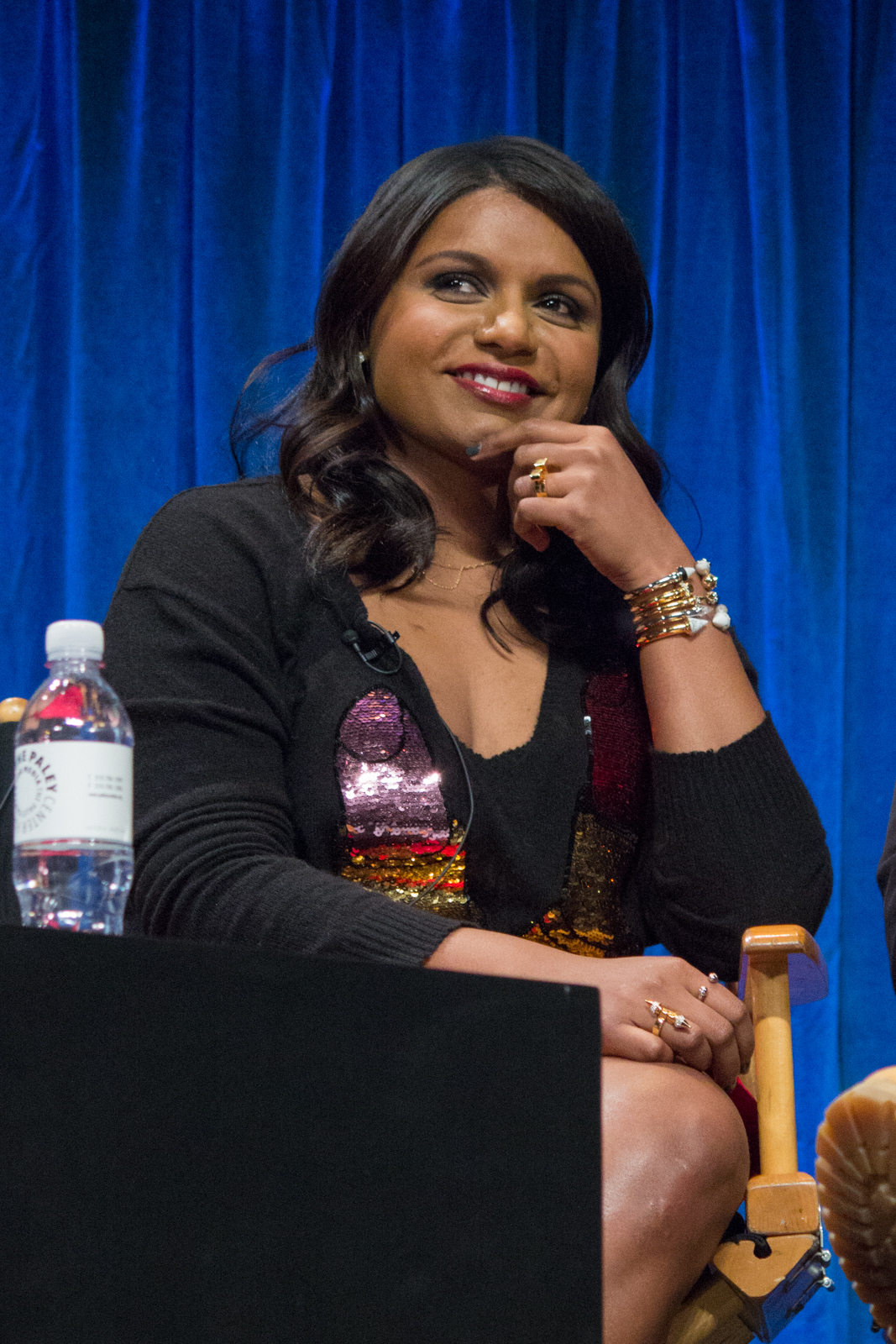
Mindy Kaling spielte Mindy Lahiri
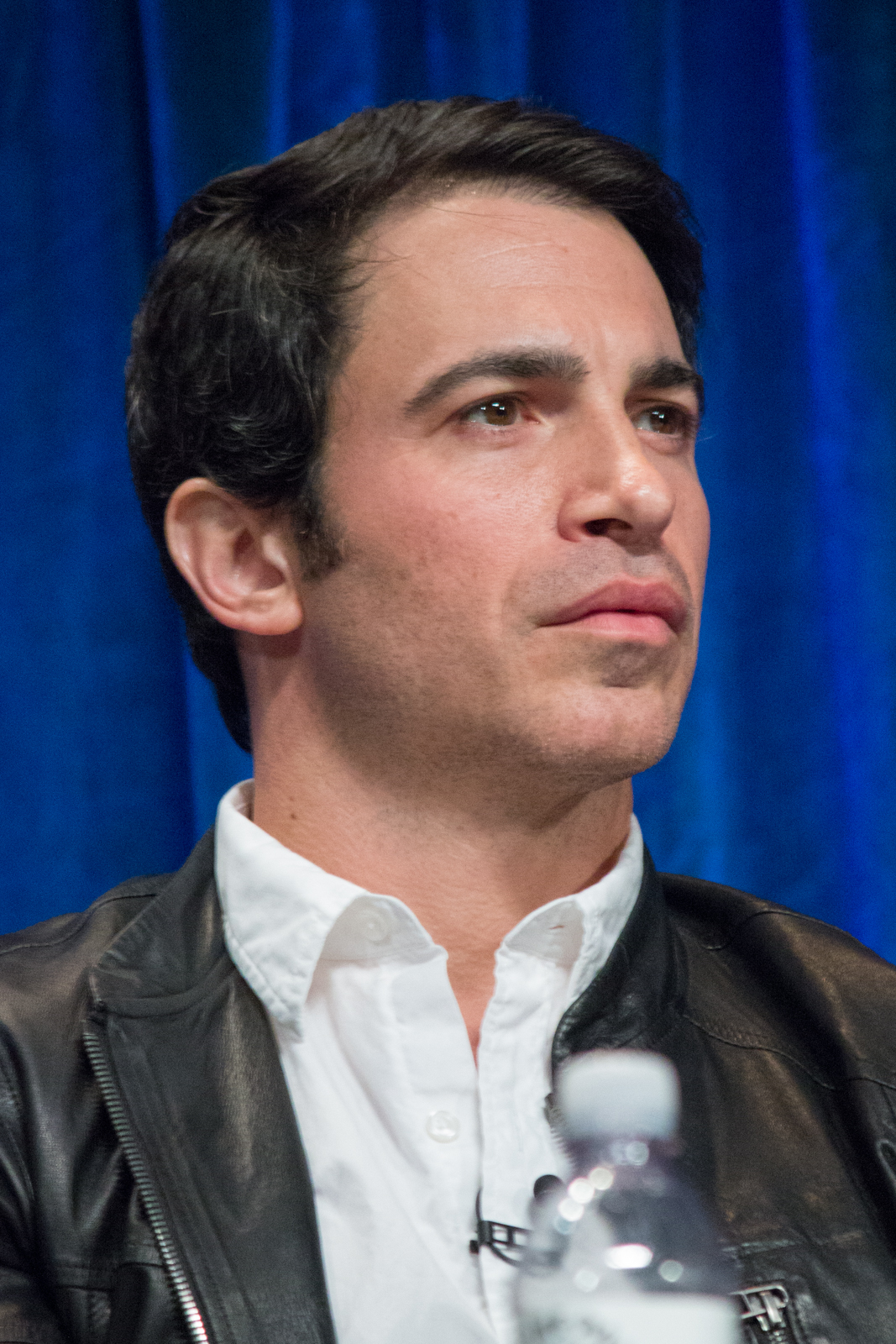
Chris Messina spielte Danny Castellano
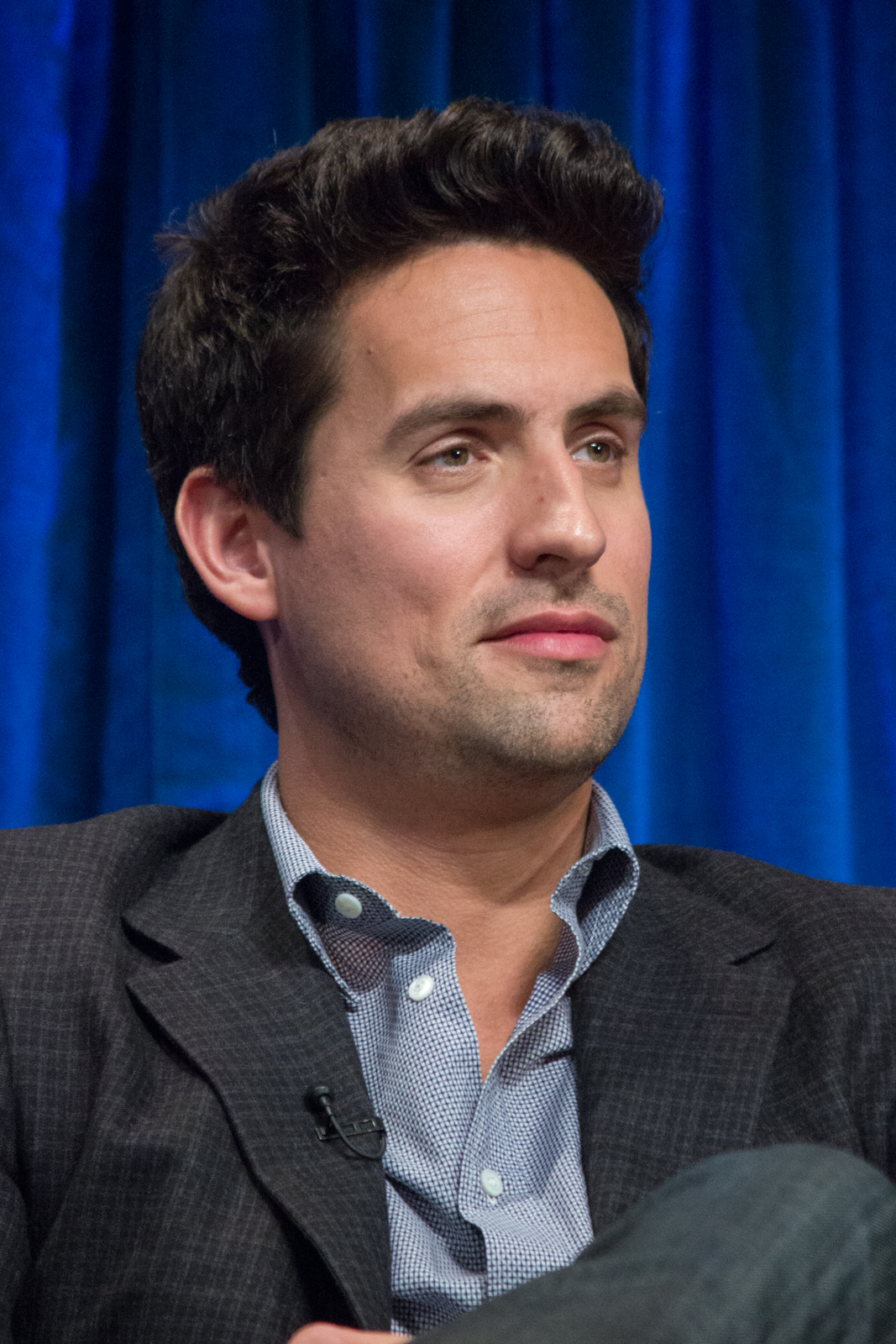
Ed Weeks spielte Jeremy Reed
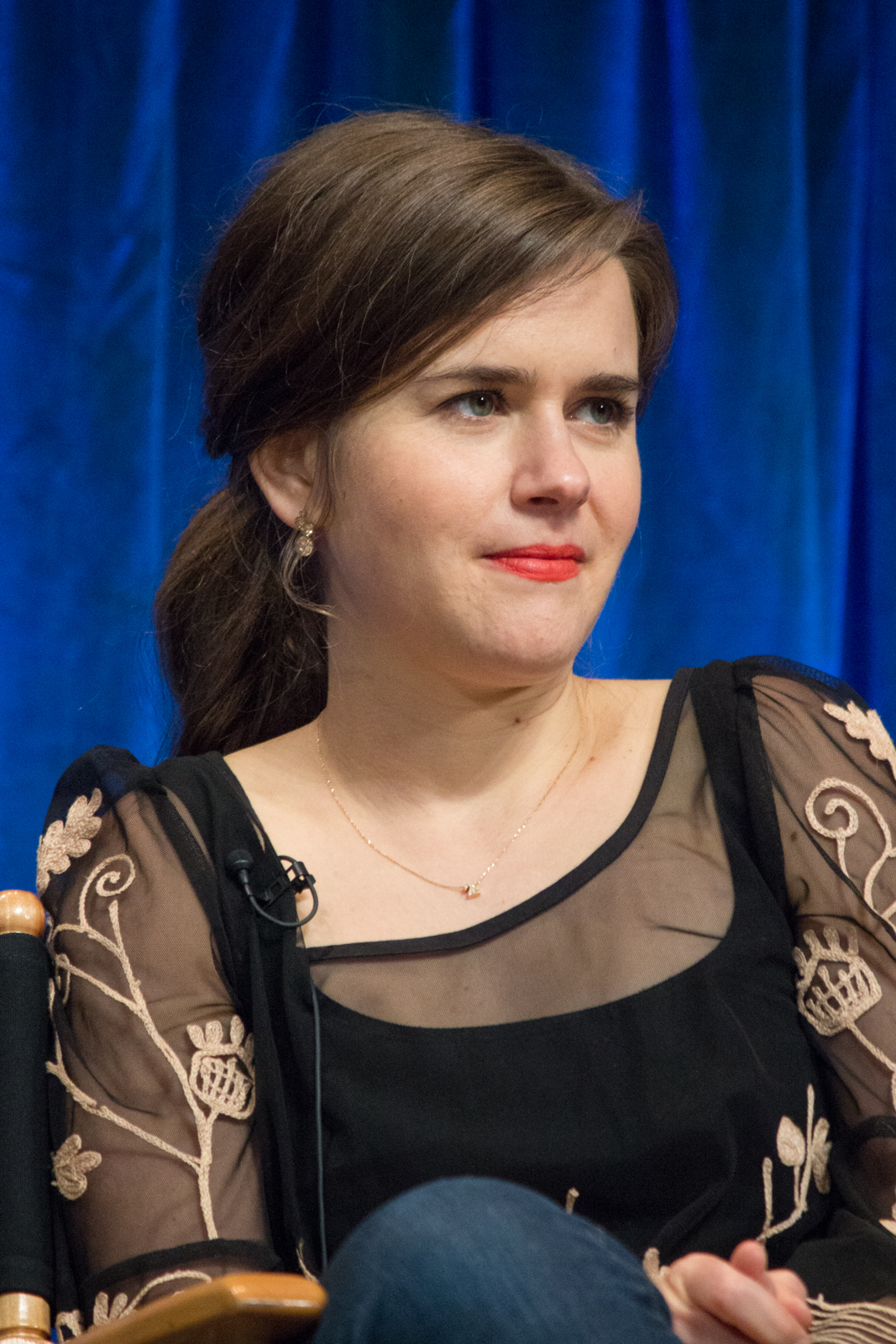
Zoe Jarman spielte Betsy Putch
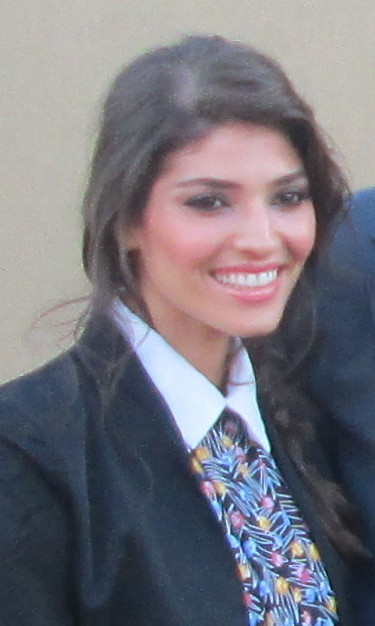
Amanda Setton spielte Shauna Dicanio
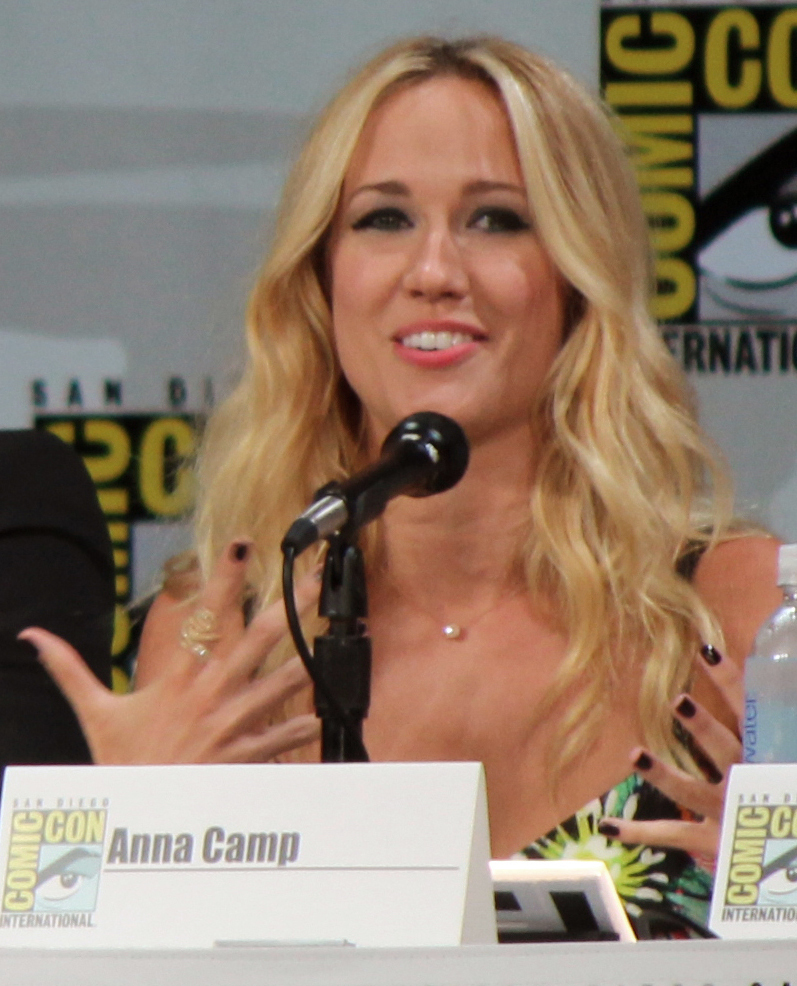
Anna Camp spielte Gwen Grandy
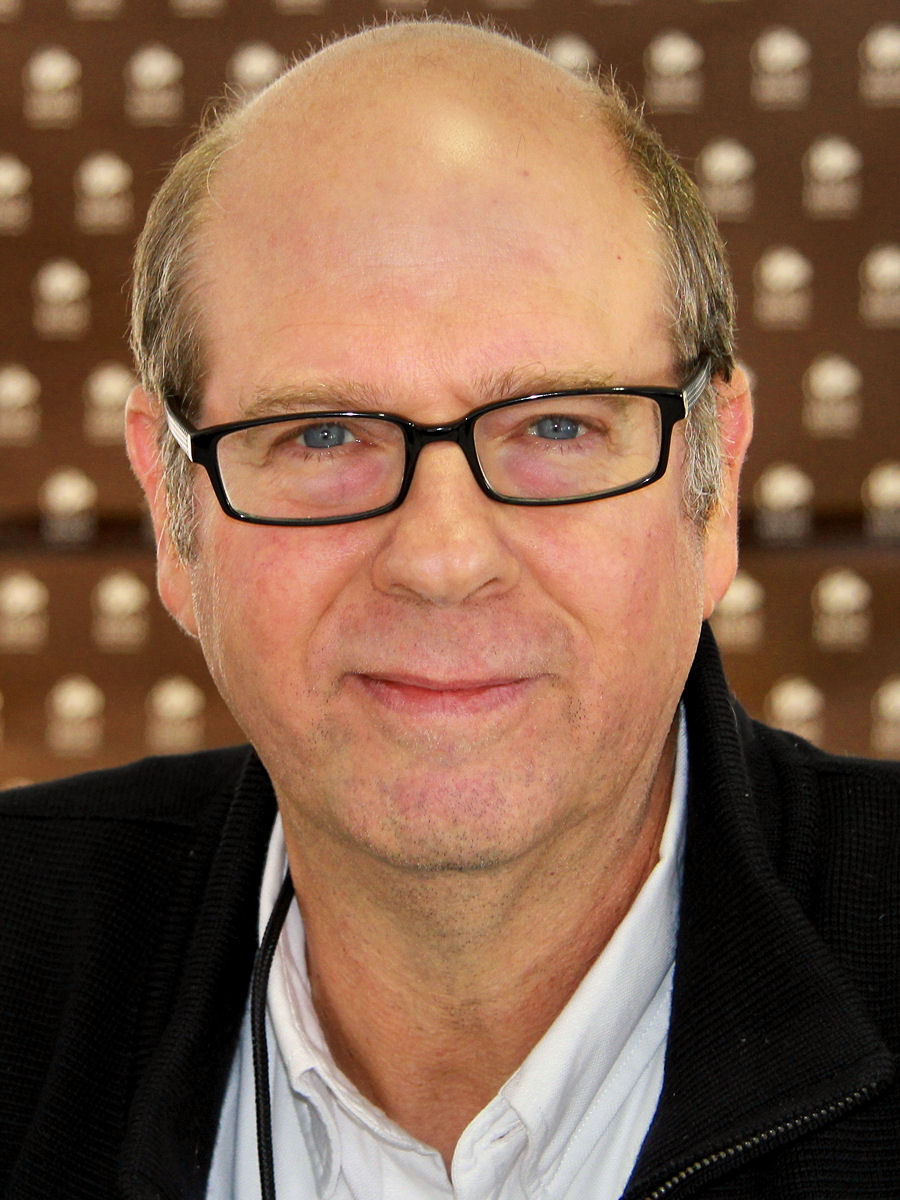
Stephen Tobolowsky spielte Marc Shulman
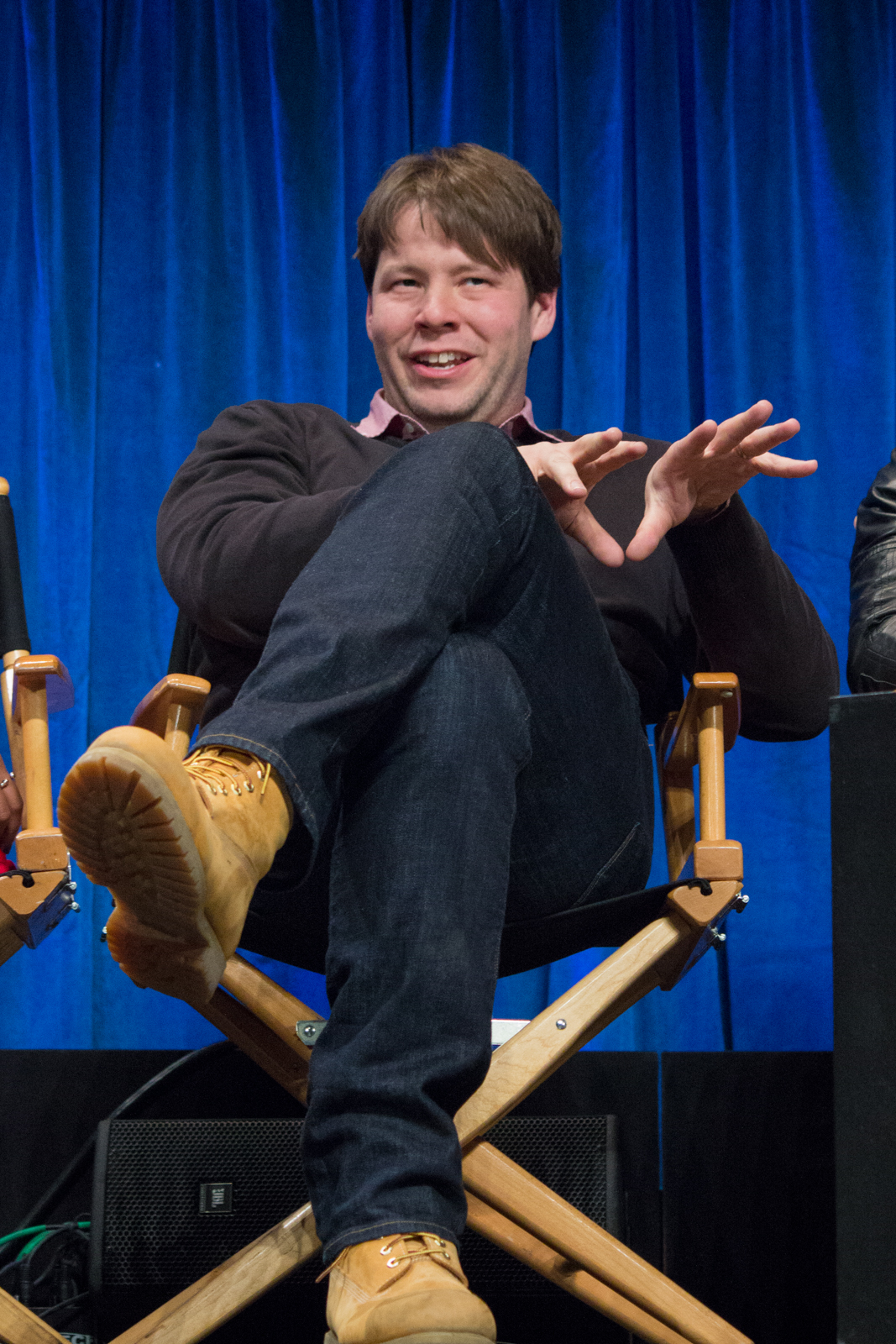
Ike Barinholtz spielte Morgan Tookers
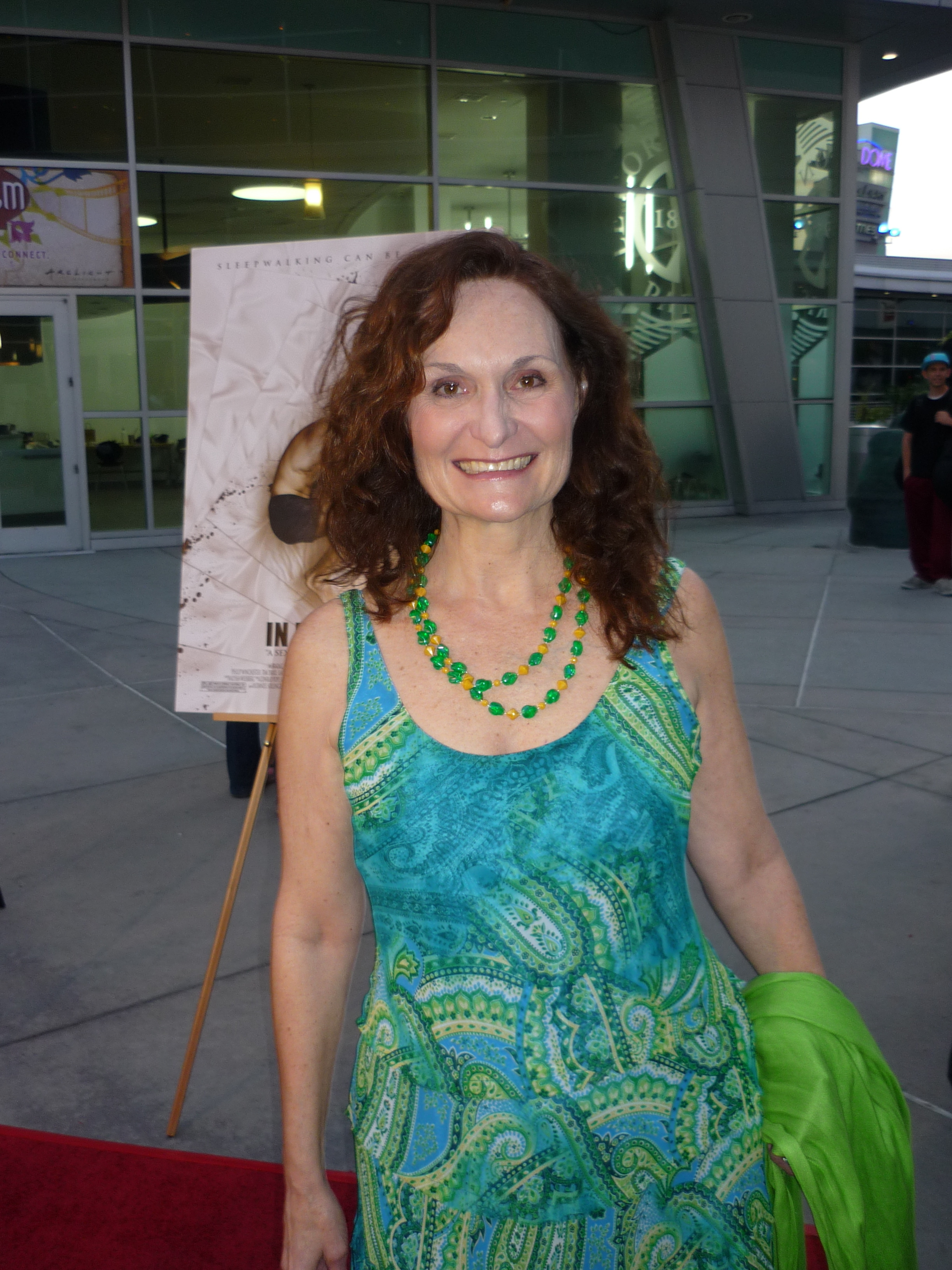
Beth Grant spielte Beverly Janoszewski
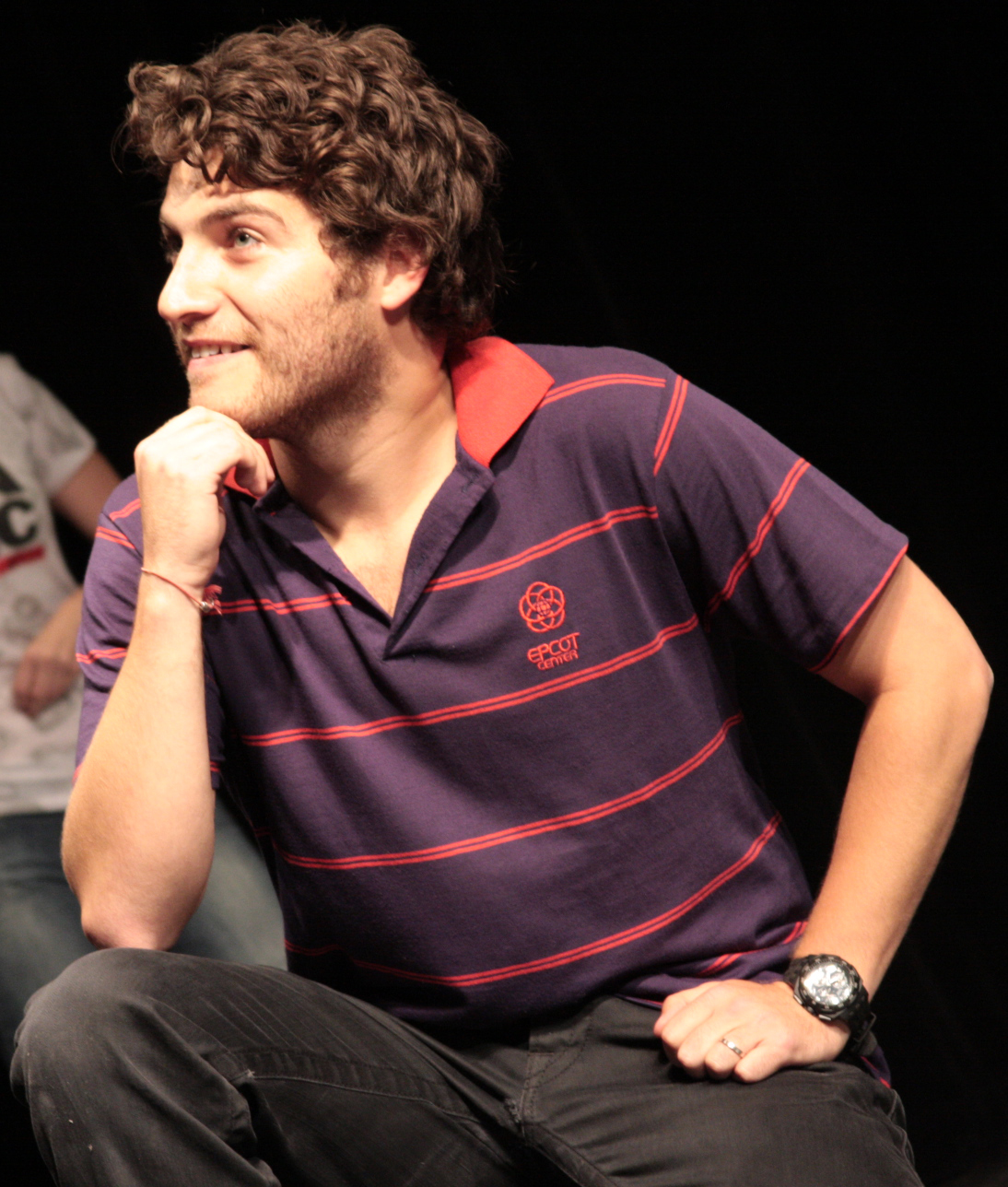
Adam Pally spielte Peter Prentice

Die deutsche Synchronisation wird von der Synchronfirma Deutsche Synchron in Berlin durchgeführt unter der Dialogregie von Bianca Krahl und Marlene Opitz.

### Hauptbesetzung
| Schauspieler       | Rollenname             | Hauptrolle (Folge) | Nebenrolle (Folge) | Gastrolle (Folge)                  | Synchronsprecher          |
| ------------------ | ---------------------- | ------------------ | ------------------ | ---------------------------------- | ------------------------- |
| Mindy Kaling       | Mindy Kuhel Lahiri     | 1.01–6.10          |                    |                                    | Tanya Kahana              |
| Chris Messina      | Danny Castellano       | 1.01–4.26          |                    | 5.01, 6.04, 6.09–6.10              | Dennis Schmidt-Foß        |
| Ed Weeks           | Jeremy Reed            | 1.01–6.10          |                    |                                    | Jaron Löwenberg           |
| Zoe Jarman         | Betsy Putch            | 1.01–2.22          |                    |                                    | Julia Meynen              |
| Amanda Setton      | Shauna Dicanio         | 1.01–1.12          |                    |                                    | Esra Vural                |
| Anna Camp          | Gwen Grandy            | 1.01–1.12          | 1.13–1.17          |                                    | Sonja Spuhl               |
| Stephen Tobolowsky | Marc Shulman           | 1.01–1.02, 1.08    |                    |                                    | Till Hagen                |
| Ike Barinholtz     | Morgan Tookers         | 1.13, 1.15–6.10    | 1.02–1.12, 1.14    |                                    | Leonhard Mahlich          |
| Beth Grant         | Beverly Janoszewski    | 1.15–6.10          |                    | 1.02                               | Karin Buchholz            |
| Xosha Roquemore    | Tamra                  | 2.01–6.10          | 1.22–1.24          |                                    | Manuela Bäcker            |
| Adam Pally         | Peter Prentice         | 2.05–3.21          | 2.03–2.04          | 4.08, 4.10, 4.14, 4.21, 5.09, 6.03 | Julius Jellinek           |
| Garret Dillahunt   | Jody Kimball-Kinney    | 4.04–4.26          | 5.01–6.09          |                                    | Sebastian Christoph Jacob |
| Fortune Feimster   | Colette Kimball-Kinney | 4.04–4.26          | 5.01–6.10          |                                    |                           |

### Nebenbesetzung
| Schauspieler     | Rollenname   | Folgen           | Synchronsprecher  |
| ---------------- | ------------ | ---------------- | ----------------- |
| Tommy Dewey      | Josh Daniels | 1.03–1.21        | Tobias Nath       |
| Kelen Coleman    | Alex         | 1.08–1.20        | Tina Haseney      |
| Utkarsh Ambudkar | Rishi Lahiri | 1.10, 1.17, 1.19 | Dirk Stollberg    |
| Mary Grill       | Maggie       | 1.13–1.24        | Diana Borgwardt   |
| Chloë Sevigny    | Christina    | 1.21–            | Katrin Zimmermann |

## Ausstrahlung
Vereinigte Staaten
Die erste Staffel feierte am 25. September 2012 bei Fox Premiere und wurde nach 24 Episoden am 14. Mai 2013 beendet. Die Ausstrahlung der ersten 14 Folgen der zweiten Staffel war vom 17. September 2013 bis zum 21. Januar 2014 zu sehen. Die restlichen acht Folgen der Staffel wurden zwischen dem 1. April und dem 6. Mai 2014 gesendet. Die Premiere der dritten Staffel fand am 16. September 2014 bei Fox statt.
Deutschland
Für Deutschland hat sich der frei empfangbare Sender Comedy Central die Ausstrahlungsrechte gesichert. Dieser strahlt die Serie seit dem 16. Februar 2014 aus.

## Rezeption
Entertainment Weekly wählte die achte Folge der zweiten Staffel, You’ve Got Sext, auf Platz 10 ihrer Top 10 der besten Serienfolgen des Jahres 2013.